# Maryniwka (rejon pokrowski)
Maryniwka (ukr. Маринівка) – wieś na Ukrainie, w obwodzie donieckim, w rejonie pokrowskim, w hromadzie Nowohrodiwka. W 2001 liczyła 335 mieszkańców.